# Durval
Severino dos Ramos Durval da Silva o, simplemente, Durval (11 de julio de 1980, Cruz do Espírito Santo, Brasil), es un futbolista brasileño que juega de defensa central. Actualmente juega en Sport Recife, de la Serie A de Brasil.

## Selección nacional
El 13 de noviembre de 2012 Mano Menezes convocó a Durval para jugar con la selección de Brasil el Superclásico de las Américas.

## Clubes
| Club                   | País   | Año           |
| ---------------------- | ------ | ------------- |
| Unibol-PB              | Brasil | 1999-2001     |
| Botafogo F. C.         | Brasil | 2002-2003     |
| Brasiliense F. C.      | Brasil | 2004-2005     |
| Atlético Paranaense    | Brasil | 2005          |
| Guarani F. C. (cesión) | Brasil | 2005          |
| Sport Recife (cesión)  | Brasil | 2006          |
| Sport Recife           | Brasil | 2007-2009     |
| Santos F. C.           | Brasil | 2010-2013     |
| Sport Recife           | Brasil | 2014-presente |

## Palmarés

### Títulos regionales
| Título                  | Club                | País   | Año  |
| ----------------------- | ------------------- | ------ | ---- |
| Campeonato Paraibano    | Botafogo F. C.      | Brasil | 2003 |
| Campeonato Brasiliense  | Brasiliense F. C.   | Brasil | 2004 |
| Campeonato Paranaense   | Atlético Paranaense | Brasil | 2005 |
| Campeonato Pernambucano | Sport Recife        | Brasil | 2006 |
| Campeonato Pernambucano | Sport Recife        | Brasil | 2007 |
| Campeonato Pernambucano | Sport Recife        | Brasil | 2008 |
| Campeonato Pernambucano | Sport Recife        | Brasil | 2009 |
| Campeonato Pernambucano | Sport Recife        | Brasil | 2009 |
| Campeonato Paulista     | Santos F. C.        | Brasil | 2010 |
| Campeonato Paulista     | Santos F. C.        | Brasil | 2011 |
| Campeonato Paulista     | Santos F. C.        | Brasil | 2012 |
| Copa do Nordeste        | Sport Recife        | Brasil | 2014 |
| Taça Ariano Suassuna    | Sport Recife        | Brasil | 2015 |
| Taça Ariano Suassuna    | Sport Recife        | Brasil | 2016 |

### Títulos nacionales
| Título         | Club         | País   | Año  |
| -------------- | ------------ | ------ | ---- |
| Copa de Brasil | Santos F. C. | Brasil | 2010 |

### Títulos internacionales
| Título              | Club         | País   | Año  |
| ------------------- | ------------ | ------ | ---- |
| Copa Libertadores   | Santos F. C. | Brasil | 2011 |
| Recopa Sudamericana | Santos F. C. | Brasil | 2012 |